# Frans Hals Museum

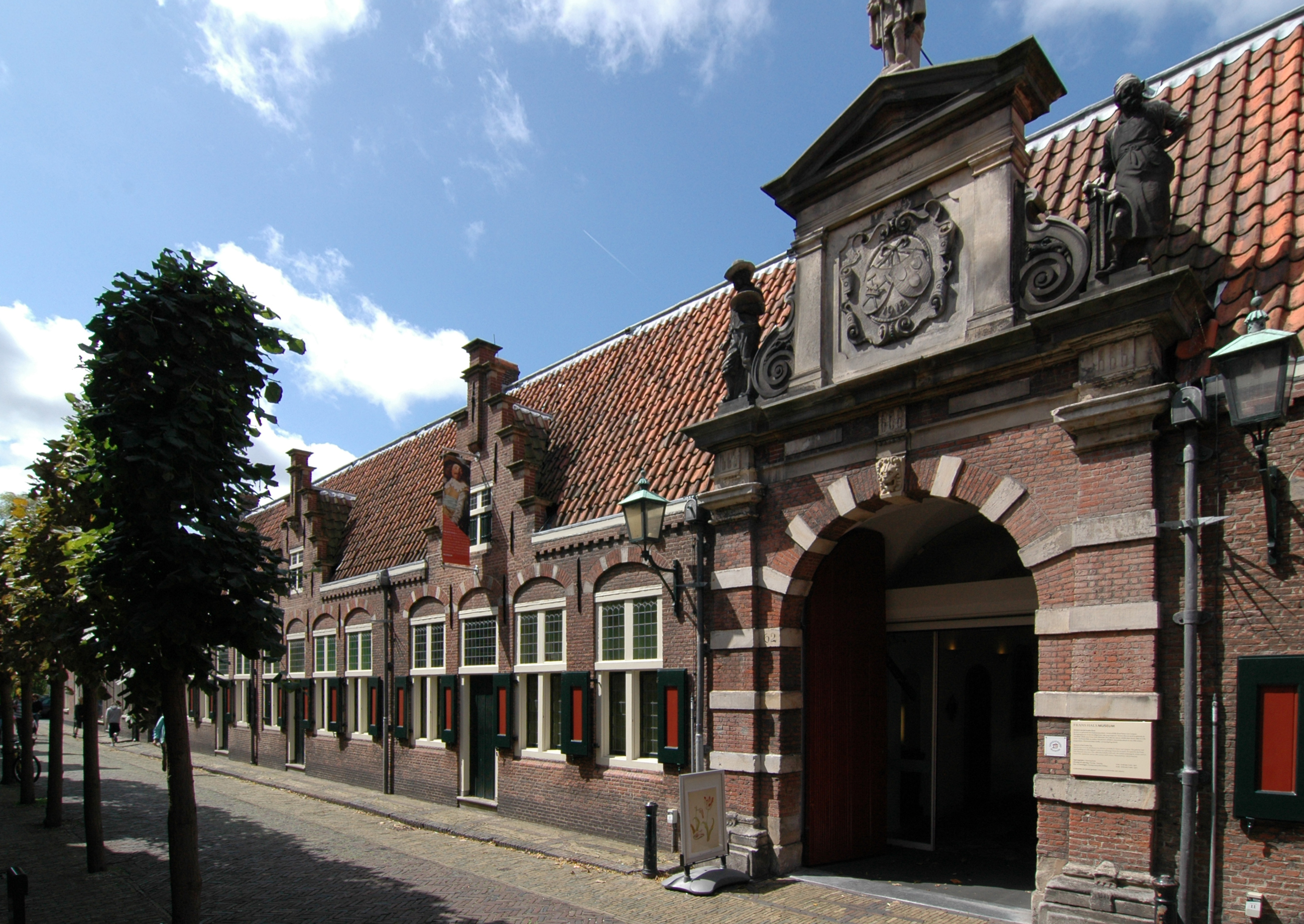
Frans-Hals-Museum

Das Frans Hals Museum ist ein städtisches Kunstmuseum im niederländischen Haarlem. Es ist nach Frans Hals (c. 1582–1666), einem in Haarlem tätigen Porträtmaler des Goldenen Zeitalters der Niederlande im 17. Jahrhundert benannt.
Das Museum ist in einem ehemaligen Altmännerhaus im Stil des 17. Jahrhunderts untergebracht. Es zeigt vorrangig Gemälde Haarlemer Künstler aus dem 16. und 17. Jahrhundert. Es gibt einen weiteren Teil des Städtischen Museums mit Schwerpunkt Moderne Kunst, Museum de Hallen genannt, das sich am Grote Markt („Großer Markt“) befindet.

## Geschichte
Die Sammlung der Stadt entstand 1581, nach Übernahme von Bildern aus Klöstern im Zuge der Reformation. 1862 wurden die Werke im damaligen Rathaus der Stadt gezeigt. Künstler wie Claude Monet, Max Liebermann und James McNeill Whistler kamen als Besucher. Seit 1913 befindet sich das Haus am jetzigen Ort, dem Oudemannenhuis, einem Hofje aus dem Jahr 1609, das zu großen Teilen Anfang des 20. Jahrhunderts im Stil des frühen 17. Jahrhunderts wieder aufgebaut wurde.

## Sammlung
Das Museum umfasst Werke von Vorgängern, Schülern, Kollegen und Konkurrenten sowie rund ein Dutzend Werke von Hals selbst. Herausragend sind dabei die Schützen- und Regentenstücke, von den Schützengilden bzw. den Vorstehern von Wohltätigkeitseinrichtungen in Auftrag gegebene Gruppenporträts.
Zu Hals’ Vorgängern rechnet man Jan van Scorel, Maarten van Heemskerck, Cornelis van Haarlem, Hendrick Goltzius, Karel van Mander.
Zu seinen Schülern zählt man gewöhnlich Adriaen Brouwer, Judith Leyster sowie Jan Miense Molenaer.
Werke anderer Künstler im Museum stammen von
- Maarten van Heemskerck, 1498–1574
- Floris Claesz van Dijck, 1575–1651
- Cornelis Claesz van Wieringen, 1580–1633
- Dirck Hals, 1591–1656
- Willem Claeszoon Heda, 1594–1680
- Pieter Claesz, 1597–1660
- Johannes Cornelisz Verspronck, 1597–1662
- Salomon de Bray, 1597–1664
- Pieter Saenredam, 1597–1665
- Salomon van Ruysdael, 1600–1670
- Judith Leyster, 1609–1660
- Jan Miense Molenaer, 1610–1668
- Bartholomeus van der Helst, 1613–1670
- Jan Steen, 1625–1679
- Jan de Bray, 1627–1697
- Jacob van Ruisdael, 1628–1682
- Gerrit Adriaenszoon Berckheyde, 1638–1698

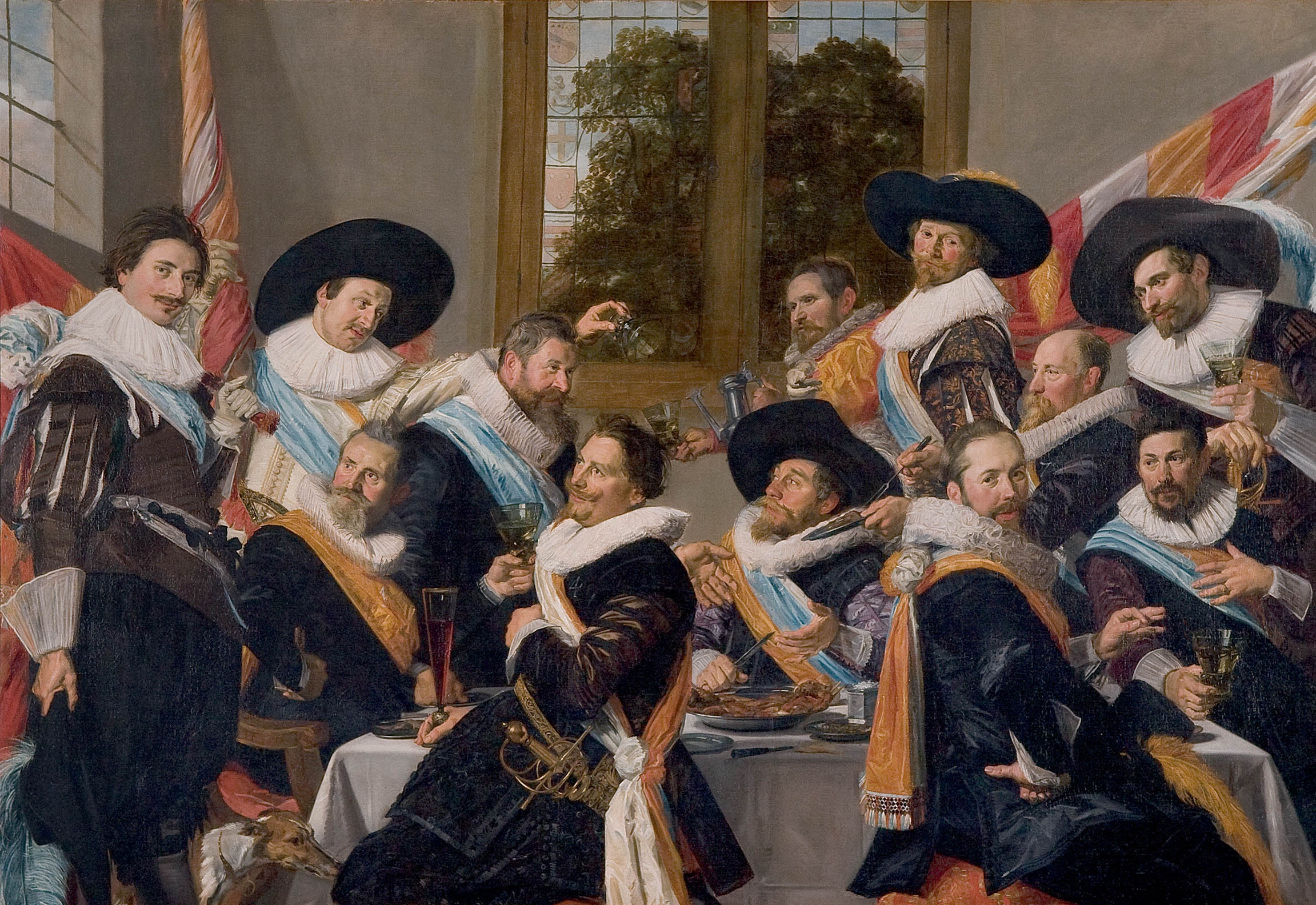
Frans Hals: Festmahl der Offiziere der St.-Hadrians-Schützengilde von Haarlem, 1627
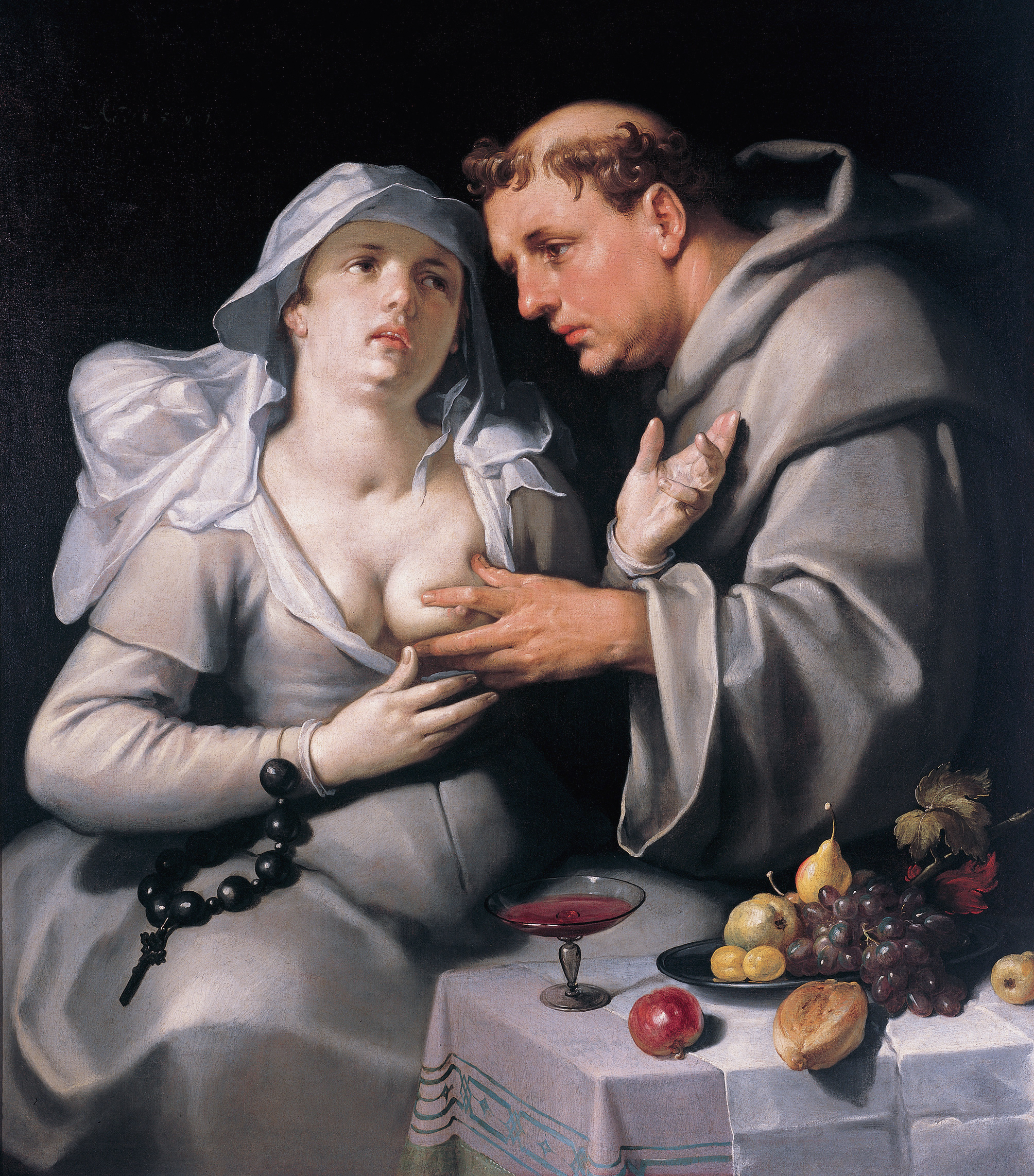
Cornelis van Haarlem: Mönch und Nonne, 1590
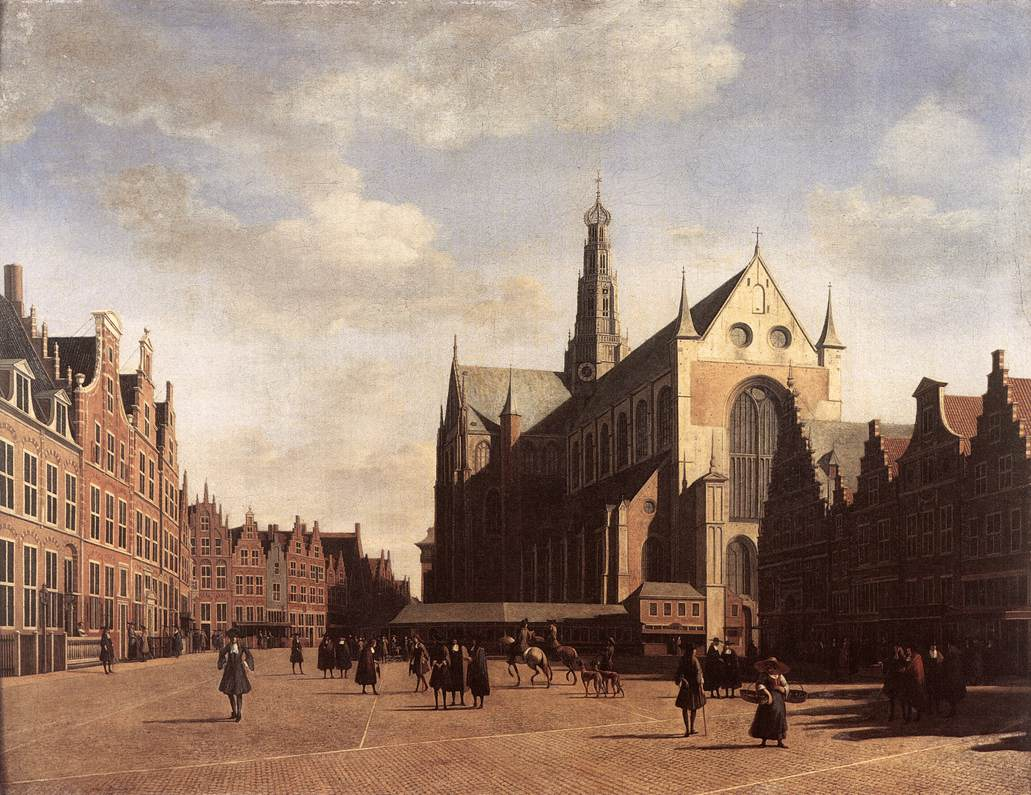
Gerrit Berckheyde: Marktplatz in Haarlem, 1696
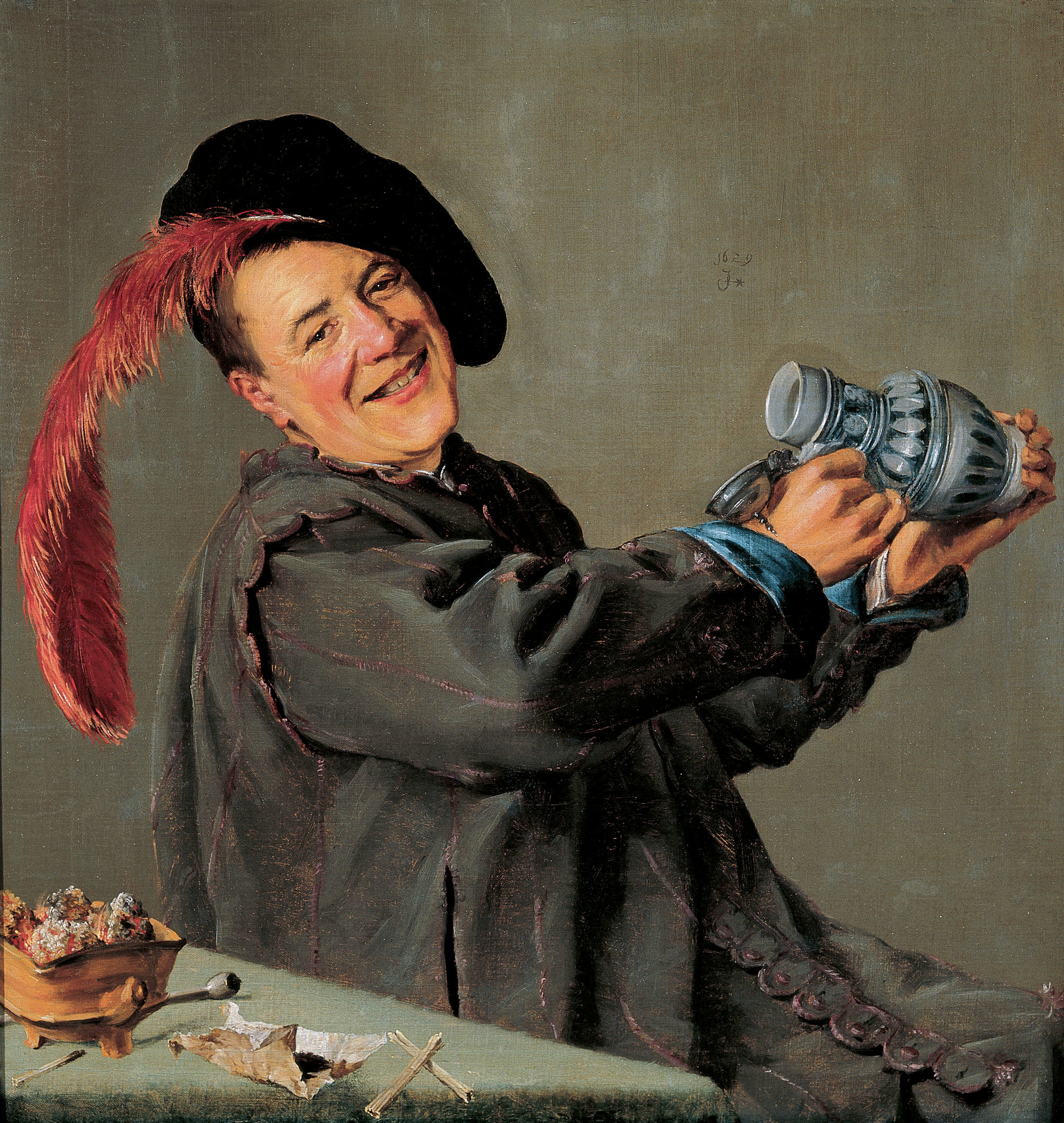
Judith Leyster: Fröhlicher Zecher